# Jan Otto
Jan Otto (Přibyslav, 8 novembre 1841 – Praga, 29 maggio 1916) è stato un editore e libraio cecoslovacco nato nell'allora Impero austro-ungarico.
È maggiormente noto per l'enciclopedia di Otto (in ceco Ottova encyklopedie), la più grande enciclopedia pubblicata in lingua ceca.

## Biografia
Maggiore di cinque figli di un chirurgo militare, a 13 anni lasciò la scuola, perché i suoi genitori non potevano pagargli gli studi, e si trasferì a Praga. All'età di 21 anni fu assunto dalla tipografia dei fratelli Grégr, dove lavorò per dieci anni come contabile e spedizioniere. Anche grazie al matrimonio vantaggioso con Milada, figlia di un ricco tipografo praghese, Jaroslav Pospíšil, Otto cominciò a divenire indipendente. Nell'aprile 1871, rilevò un'azienda in piazza San Venceslao, sostituendola con una casa editrice e una libreria. Nel 1883 acquisì un proprio edificio in piazza Carlo, dove sviluppò il suo lavoro: la sua tipografia fu considerata tra quelle di maggior successo nel Paese (gareggiava con successo editoriale contro Vilímka e Topiče). Nel 1899, Otto vendette la propria società ceca di tipografia e continuò solo nel lavoro editoriale. Nello stesso anno aprì una filiale in via Gluckgasse 3, nel centro di Vienna, all'epoca capitale dell'Austria-Ungheria.
La sua opera più grande e più famosa, resta l'enciclopedia di Otto, pubblicata in 27 volumi tra il 1888 e il 1908 (due riedizioni sono state pubblicate nel 1909). Oltre alle versioni "grandi", sono state pubblicate anche delle piccole enciclopedie di Otto (due parti, 1905-06), e un'enciclopedia di Otto tascabile (1908).
Oltre al prolifico lavoro di editore, Otto fece parte di diverse associazioni: Sokol, Umělecká beseda, Merkur, První občanská záložna, Průmyslová jednota, fece parte del comitato per la costituzione del Teatro Nazionale di Praga, della compagnia di assicurazioni di Praga e del consiglio di amministrazione della Živnostenská banka. Nel 1912 fu nominato membro della Camera dei signori d'Austria. Mantenne contatti con diverse figure di spicco del suo tempo (Tomáš Masaryk ed Edvard Beneš) e ricevette numerosi riconoscimenti: Cavaliere dell'Ordine imperiale di Francesco Giuseppe (nel 1891, per la partecipazione alla Mostra del Giubileo), medaglia d'oro della Città di Praga (1896), Ordine della Corona ferrea di III classe (premiato dal principe Nicola I del Montenegro nel 1898) e medaglia d'oro all'Esposizione di Parigi nel 1900.